# Rätblock
Ett rätblock är en tredimensionell åttahörnig geometrisk figur, definierad som en rätvinklig parallellepiped. Mera intuitivt, formad som en tegelsten. En kub är specialfallet av ett rätblock då alla kanter är lika långa. En kub förhåller sig alltså till ett rätblock som en kvadrat till en rektangel.
Volym = längd∙bredd∙höjd = basarean∙höjd
V=lbh
Mantelarean = 2 (s1 + s2) h + 2s1s2 (där s1 och s2 är längd respektive bredd).